# Pternistis natalensis
El francolín de Natal (Pternistis natalensis) es una especie de ave galliforme de la familia Phasianidae propia del África Austral.

## Distribución
Se lo encuentra en Botsuana, Mozambique, Sudáfrica, Suazilandia, Zambia y Zimbabue.